# Megachile toxopei
Megachile toxopei là một loài Hymenoptera trong họ Megachilidae. Loài này được Alfken mô tả khoa học năm 1926.